# Т-16 (трактор)
Т-16 — дизельне самохідне шасі.

## Т-16
Тракторне самохідне шасі Т-16 («шассік») випускалося Харківським заводом тракторних самохідних шасі (ХЗТСШ) з 1961 по 1967 рік. Створення Т-16 є результатом модернізації самохідного шасі ДСШ-14, проекти розроблялися в СКБ тракторних самохідних шасі (Харків). За період випуску було виготовлено майже 600 000 одиниць Т-16. І в даний час трактор має великий попит у сільських жителів як універсальна машина для присадибних і заготівельних робіт.

### Особливості будови і обладнання
Самохідне шасі Т-16 мало невеличкий двоциліндровий дизельний двигун потужністю 16 к.с., з незвичайним для тракторів розташуванням ззаду водійського місця, семиступеневу коробку передач, і до трьох (залежно від комплектації і року випуску) ВВП (вал відбору потужності — служить для передачі крутного моменту на навісне обладнання).

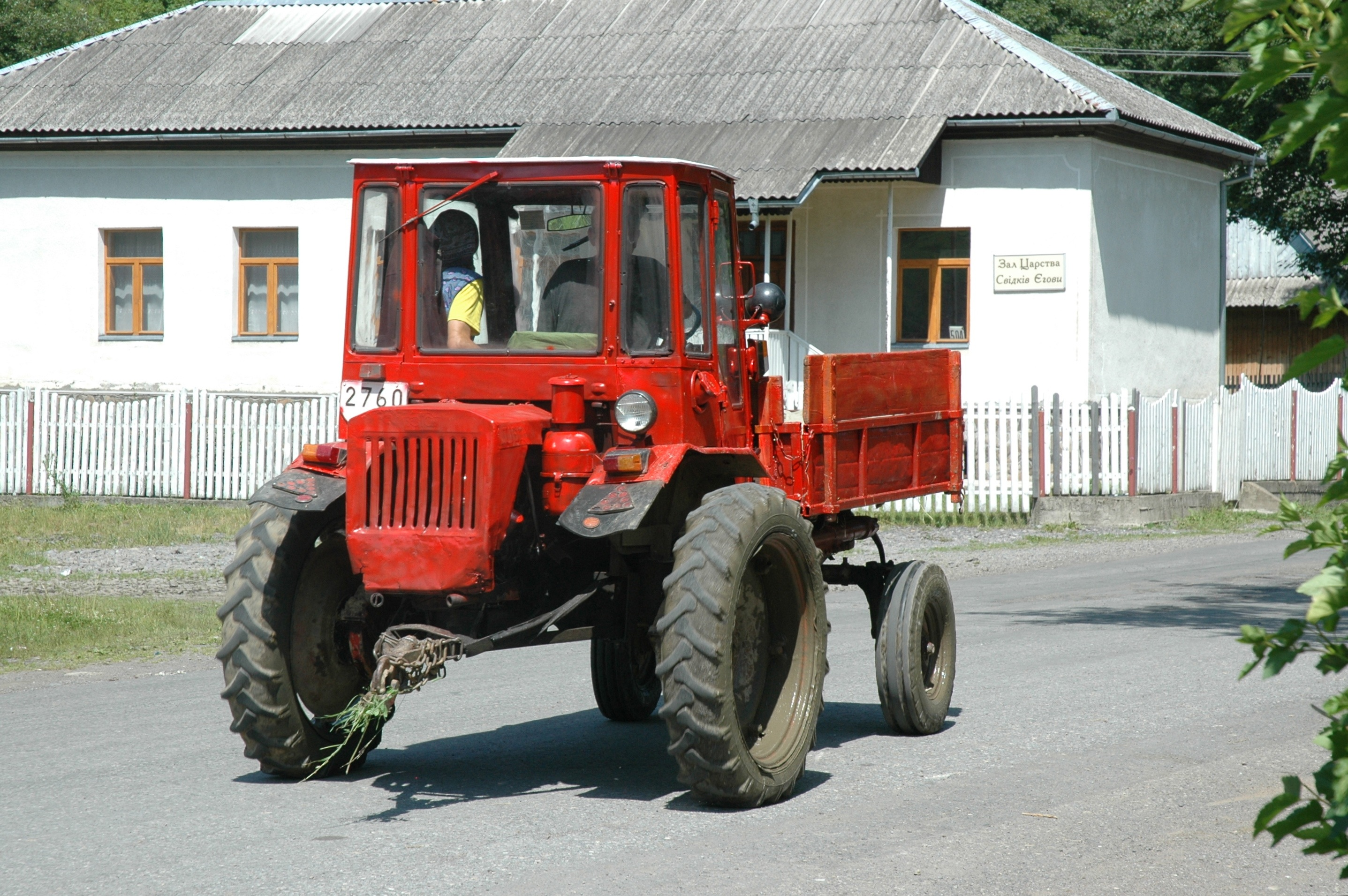
Т-16МГ, вигляд ззаду

Т-16 має високу прохідність. Робоче місце тракториста — відкрите, без кабіни або навіса.
Спереду на рамі шасі є місця кріплень для встановлення різноманітного додаткового обладнання, яке приводилося в дію валами відбору потужності:
- вантажної платформи-самоскида;
- навантажувачів різних типів;
- мотопилки;
- грейдерної лопати і дорожньої щітки, встановлюваних під рамою,
- сінокосарки та іншого.

Т-16 спочатку був призначений для роботи в овочівництві з обприскувачами, просапними культиваторами і збиральними машинами, але отримав набагато більше поширення як невелика розвізна вантажівка підвищеної прохідності.
Особливо зручні Т-16 були для невеликих сільських будівельних бригад, де могли використовуватися для перевезення будматеріалів, а також для приводу будівельних механізмів: лебідок, зварювальних генераторів, циркулярних пилок.
Для Т-16 була розроблена і випускалася велика кількість змінного обладнання: сінокосарка, стиртовкладальник, малогабаритний навантажувач-екскаватор, самонавантажувач (що забезпечує вантаження сипких і штучних матеріалів у свій кузов), обприскувач, компресорна станція та ін.

## Т-16М
Після модернізації самохідне шасі отримало двигун потужністю 25 к.с., нову коробку передач і новий індекс Т-16М. З'явилася можливість встановлення каркасної кабіни з тентом і дверима. Т-16М виготовлявся з 1967 по 1995 рік. Мінімальна швидкість Т-16М на передачі через ходозменшувач становила всього 1,6 км/год, що робило його практично незамінним як у сільському господарстві, так і в комунальних або дорожньо-будівельних роботах.

## Т-16МГ
У 1986 році було освоєно випуск самохідного шасі Т-16МГ, що отримало закриту кабіну і покращений дизельний двигун Д-21А1 потужністю 25 к.с. Зміни торкнулися великого числа вузлів і механізмів, у результаті чого зросла надійність трактора в цілому. Для роботи з навісним обладнанням використовуються три вали відбору потужності (ВВП), один незалежний і два синхронних.

## Технічні характеристики
| Найменування, параметр характеристики / Марка трактора                     | Т-16                                                                               | Т-16М                                                                              | Т-16МГ                                                                             |
| -------------------------------------------------------------------------- | ---------------------------------------------------------------------------------- | ---------------------------------------------------------------------------------- | ---------------------------------------------------------------------------------- |
| Тип шасі                                                                   | Самохідні, універсальні                                                            | Самохідні, універсальні                                                            | Самохідні, універсальні                                                            |
| Габаритні розміри, мм довжина                                              | 3820                                                                               | 3700                                                                               | 3700                                                                               |
| ширина при найменшій колії                                                 | 1550                                                                               | 1550                                                                               | 1550                                                                               |
| ширина при найбільшій колії                                                | 2000                                                                               | 2000                                                                               | 2035                                                                               |
| висота                                                                     | 2600                                                                               | 2500                                                                               | 2500                                                                               |
| База, мм                                                                   | 2500                                                                               | 2500                                                                               | 2500                                                                               |
| Колія, мм ведучих коліс                                                    | 1264, 1358, 1563, 1750                                                             | 1264, 1358, 1563, 1750                                                             | 1264, 1358, 1563, 1750                                                             |
| напрямних коліс                                                            | 1280, 1410, 1540, 1800                                                             | 1280, 1410, 1540, 1800                                                             | 1280, 1410, 1540, 1800                                                             |
| Дорожній просвіт, мм                                                       | 560                                                                                | 560                                                                                | 560                                                                                |
| Маса шасі з жорстким каркасом (без вантажної платформи) експлуатаційна, кг | 1250                                                                               | 1810                                                                               | 1795                                                                               |
| Розрахункові швидкості руху, км/год на першій передачі                     | 3,72                                                                               | 5,51                                                                               | 5,51                                                                               |
| на шостій передачі                                                         | 19,6                                                                               | 23,17                                                                              | 23,17                                                                              |
| Розрахункові тягові зусилля, кН на першій передачі                         | 8,20                                                                               | 6,91                                                                               | 6,91                                                                               |
| на шостій передачі                                                         | 1,00                                                                               | 3,41                                                                               | 3,41                                                                               |
| Характеристика двигуна Д-16 Марка                                          | Д-16                                                                               | Д-21А1                                                                             | Д-21А1                                                                             |
| Номінальна потужність, кВт                                                 | 13,4                                                                               | 18,4                                                                               | 18,4                                                                               |
| Номінальна частота обертання колінчастого валу, об/хв                      | 1750                                                                               | 1800                                                                               | 1800                                                                               |
| Діаметр циліндра, мм                                                       | 95                                                                                 | 105                                                                                | 105                                                                                |
| Хід поршня, мм                                                             | 120                                                                                | 120                                                                                | 120                                                                                |
| Питома витрата палива при експлуатаційній потужності, г/кВт*год            | 272                                                                                | 253                                                                                | 253                                                                                |
| Система охолодження                                                        | повітряна                                                                          | повітряна                                                                          | повітряна                                                                          |
| Система змащення                                                           | комбінована                                                                        | комбінована                                                                        | комбінована                                                                        |
| Система пуску                                                              | електростартер                                                                     | електростартер                                                                     | електростартер                                                                     |
| Трансмісія Зчеплення                                                       | Сухе, фрикційне, однодискове, постійно замкнуте                                    | Сухе, фрикційне, однодискове, постійно замкнуте                                    | Сухе, фрикційне, однодискове, постійно замкнуте                                    |
| Коробка передач                                                            | Механічна, четирьохходова з поперечним розміщенням валів, з прямозубими шестернями | Механічна, четирьохходова з поперечним розміщенням валів, з прямозубими шестернями | Механічна, четирьохходова з поперечним розміщенням валів, з прямозубими шестернями |
| Головна передача                                                           | Циліндрична, прямозуба                                                             | Циліндрична, прямозуба                                                             | Циліндрична, прямозуба                                                             |
| Диференціал                                                                | Конічний, двохсателітний                                                           | Конічний, двохсателітний                                                           | Конічний, двохсателітний                                                           |
| Ходова частина                                                             |                                                                                    |                                                                                    |                                                                                    |
| Розмір шин коліс, дюйми передніх                                           | 6.00-16                                                                            | 6.00-16                                                                            | 6.50-16                                                                            |
| задніх                                                                     | 8.00-32                                                                            | 9.50-32                                                                            | 9.50-32                                                                            |
| Тиск повітря в шинах, МПа передніх                                         | 0,23-0,25                                                                          | 0,14-0,34                                                                          | 0,14-0,31                                                                          |
| задніх                                                                     | 0,11-0,12                                                                          | 0,10-0,20                                                                          | 0,10-0,20                                                                          |
| Гальма                                                                     | Стрічкові, сухі, простої дії, з механічним приводом                                | Стрічкові, сухі, простої дії, з механічним приводом                                | Стрічкові, сухі, простої дії, з механічним приводом                                |
| Управління гальмами                                                        | Двома педалями                                                                     | Двома педалями                                                                     | Двома педалями                                                                     |
| Рульове управління                                                         | Механічне                                                                          | Механічне                                                                          | Механічне                                                                          |
| Електрообладнання                                                          |                                                                                    |                                                                                    |                                                                                    |
| Генератор                                                                  | Р-80, постійного струму                                                            | 136.3701, змінного струму                                                          | 466.3701, змінного струму                                                          |
| Акумуляторна батарея                                                       | 6СТ-68ЭМ                                                                           | 3СТ-150 (2 шт.)                                                                    | 3СТ-155 (2 шт.)                                                                    |
| Стартер                                                                    | СТ-204                                                                             | СТ-222                                                                             | СТ-222А                                                                            |
| Реле-регулятор                                                             | РР-81                                                                              |                                                                                    |                                                                                    |
| Робоче і додаткове обладнання                                              |                                                                                    |                                                                                    |                                                                                    |
| Гідравлічна система насос                                                  | НШ-10                                                                              | НШ-10Е-Л-3                                                                         | А-25х3                                                                             |
| робочий тиск, МПа                                                          | 10                                                                                 | 10                                                                                 | 10                                                                                 |
| розподільник                                                               | Золотниковий (2 шт.)                                                               | Золотниковий (2 шт.)                                                               | Золотниковий (2 шт.)                                                               |
| силовий циліндр                                                            | Двосторонньої дії (2 шт.)                                                          | Двосторонньої дії (2 шт.)                                                          | Двосторонньої дії (2 шт.)                                                          |
| Частота обертання основного ВМО, хв-1                                      | 533                                                                                | 540                                                                                | 540                                                                                |
| Додатковий ВОМ (синхронний)                                                | Привід від вала лівого ведучого колеса і від вторинного вала коробки передач       | Привід від вала лівого ведучого колеса і від вторинного вала коробки передач       | Привід від вала лівого ведучого колеса і від вторинного вала коробки передач       |
| Кількість вантажів (на передній міст)                                      | 2                                                                                  | 2                                                                                  | 2                                                                                  |
| Маса вантажів, кг                                                          | 2х20                                                                               | 2х20                                                                               | 2х20                                                                               |
| Приводний шків привід                                                      | Від хвостовика напівнезалежного ВМО в зоні рами                                    | Від хвостовика напівнезалежного ВМО в зоні рами                                    | Від хвостовика напівнезалежного ВМО в зоні рами                                    |
| частота обертання, хв^-1                                                   | 985                                                                                | 540                                                                                | 540                                                                                |

## Зображення

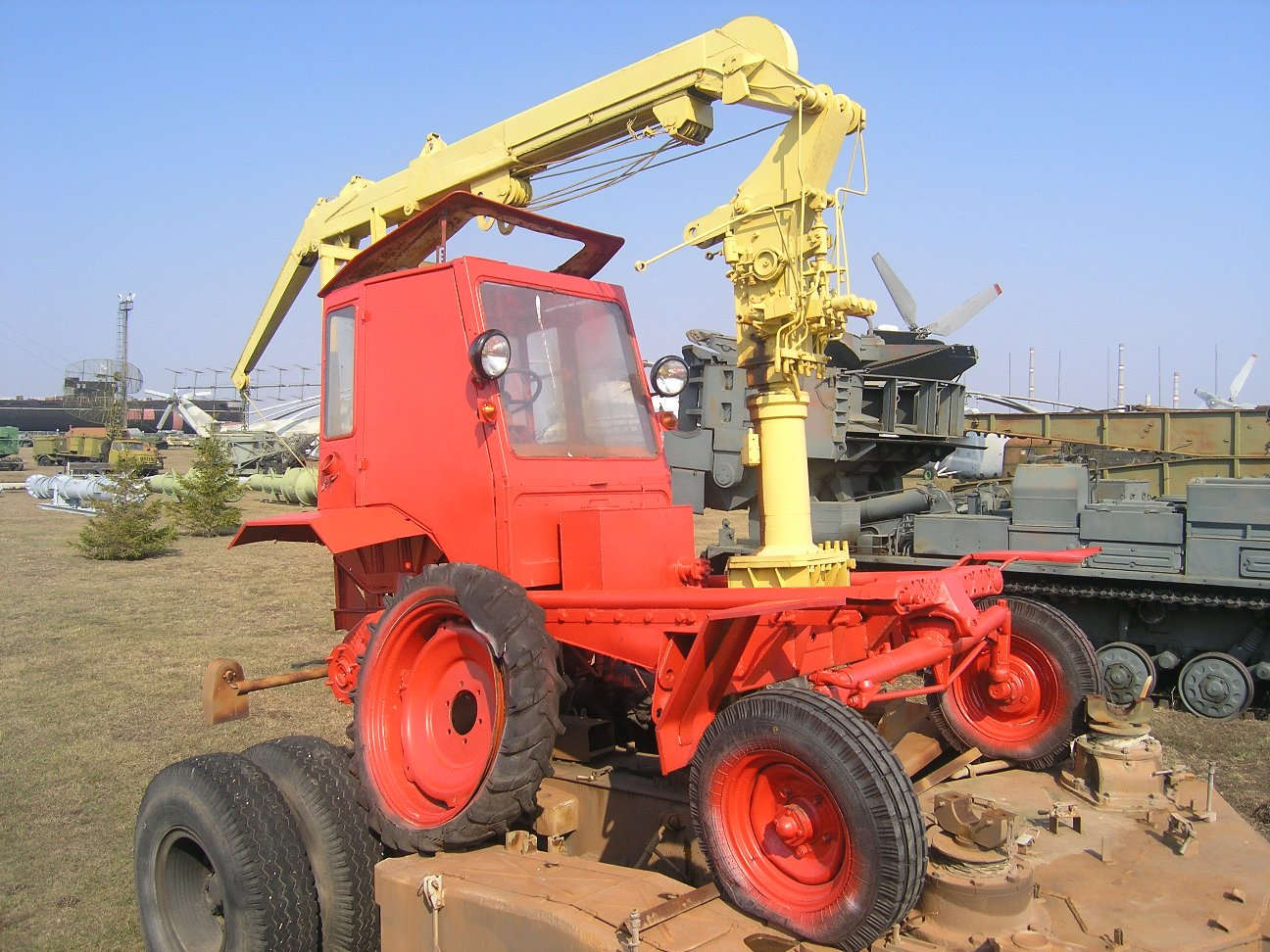
З крановою установкою
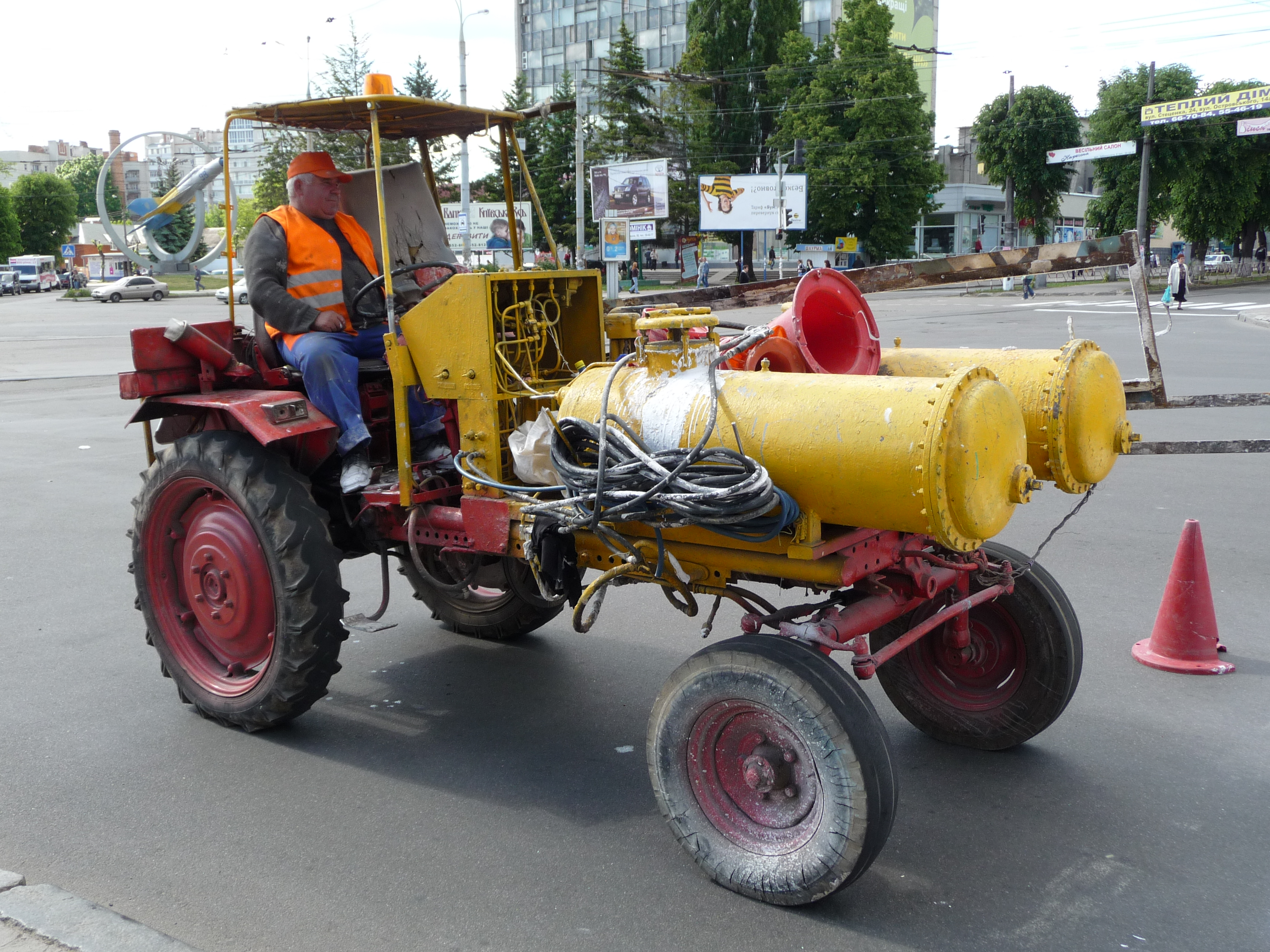
Із компресорним обладнанням для фарбування
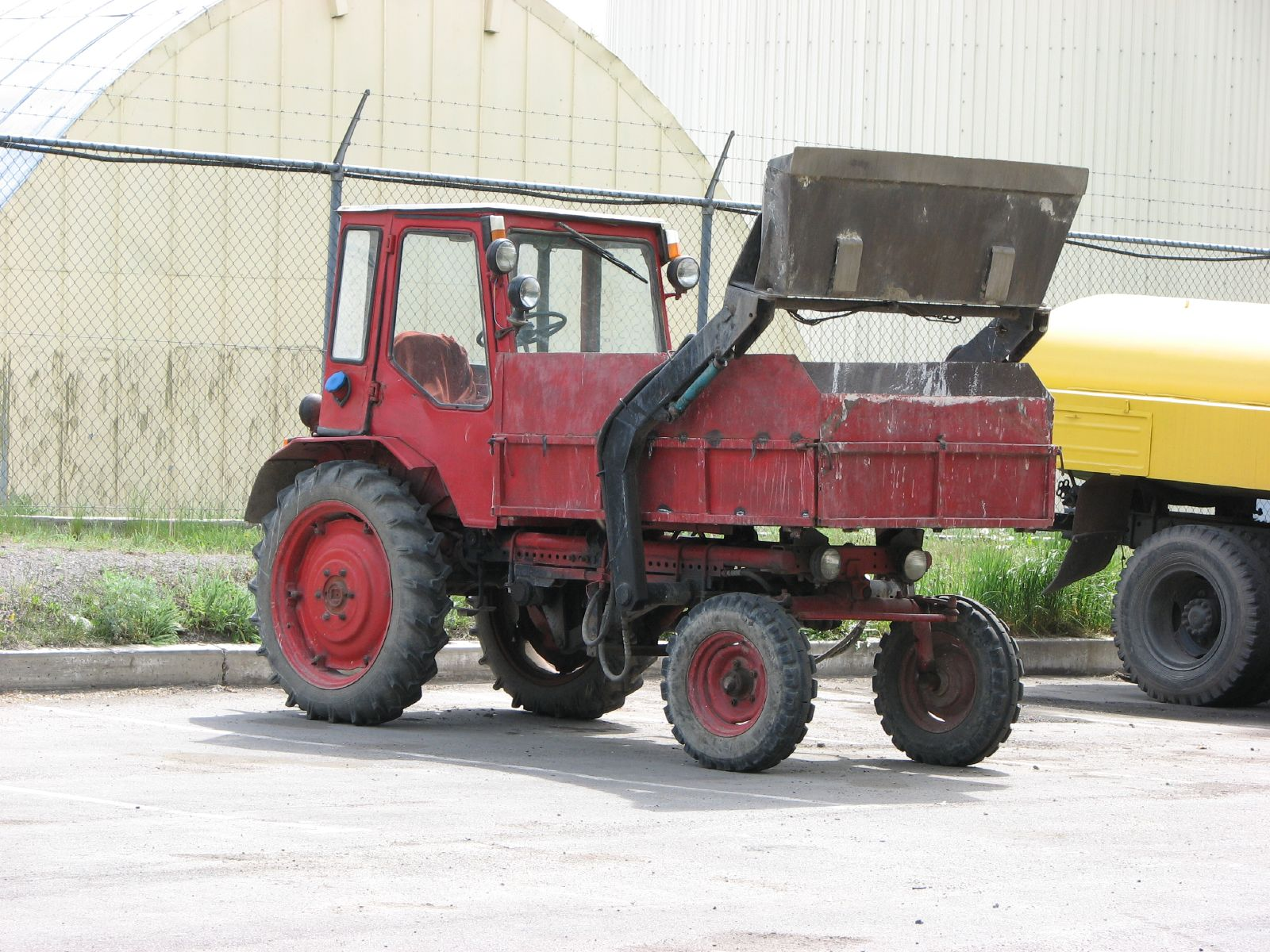
Із фронтальним самонавантажувачем
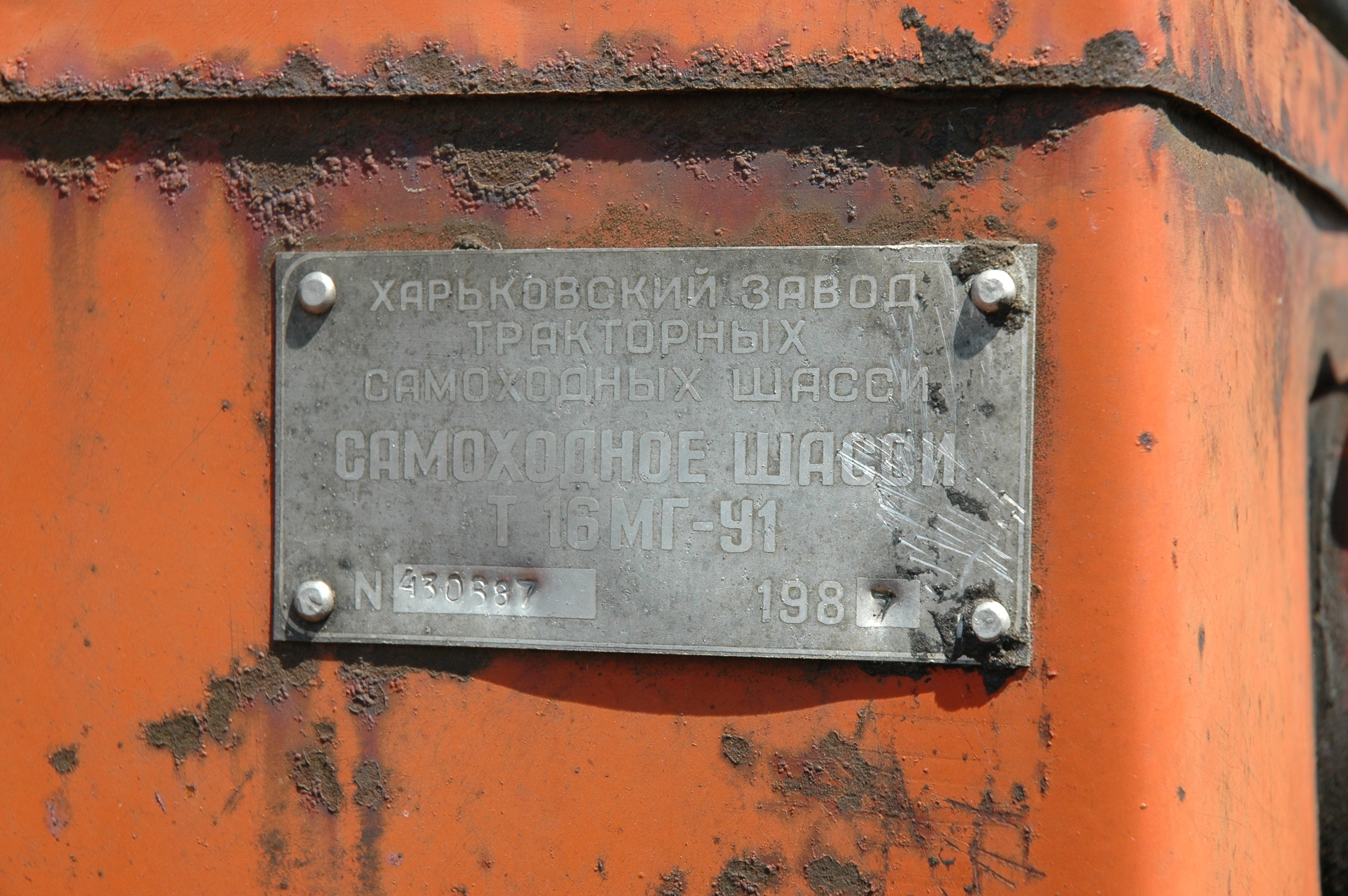
Заводська табличка Т-16МГ-У1